# Águeda (freguesia)
Águeda foi uma freguesia portuguesa do Município de Águeda que tinha 27,33 km² de área e 11 346 habitantes (2011), tendo, por isso, uma densidade populacional de 415,1 hab/km².
A freguesia foi extinta (agregada), em 2013, no âmbito de uma reforma administrativa nacional, tendo sido agregada à freguesia da Borralha, para formar uma nova freguesia denominada União das Freguesias de Águeda e Borralha.

## Localização
Localizava-se no centro do Município de Águeda tendo como vizinhas as freguesias de Trofa e Valongo do Vouga a norte, Préstimo a nordeste, Castanheira do Vouga a leste, Borralha, Recardães e Espinhel a sul, Óis da Ribeira a oeste e Travassô a noroeste. 
Era banhada pelos rios Águeda e Alfusqueiro.

## População
| População da freguesia de Águeda (1864 – 2011) | População da freguesia de Águeda (1864 – 2011) | População da freguesia de Águeda (1864 – 2011) | População da freguesia de Águeda (1864 – 2011) | População da freguesia de Águeda (1864 – 2011) | População da freguesia de Águeda (1864 – 2011) | População da freguesia de Águeda (1864 – 2011) | População da freguesia de Águeda (1864 – 2011) | População da freguesia de Águeda (1864 – 2011) | População da freguesia de Águeda (1864 – 2011) | População da freguesia de Águeda (1864 – 2011) | População da freguesia de Águeda (1864 – 2011) | População da freguesia de Águeda (1864 – 2011) | População da freguesia de Águeda (1864 – 2011) | População da freguesia de Águeda (1864 – 2011) |
| ---------------------------------------------- | ---------------------------------------------- | ---------------------------------------------- | ---------------------------------------------- | ---------------------------------------------- | ---------------------------------------------- | ---------------------------------------------- | ---------------------------------------------- | ---------------------------------------------- | ---------------------------------------------- | ---------------------------------------------- | ---------------------------------------------- | ---------------------------------------------- | ---------------------------------------------- | ---------------------------------------------- |
| 1864                                           | 1878                                           | 1890                                           | 1900                                           | 1911                                           | 1920                                           | 1930                                           | 1940                                           | 1950                                           | 1960                                           | 1970                                           | 1981                                           | 1991                                           | 2001                                           | 2011                                           |
| 3.561                                          | 3.881                                          | 3.938                                          | 3.807                                          | 4.029                                          | 4.381                                          | 5.128                                          | 6.452                                          | 7.522                                          | 8.345                                          | 9.371                                          | 12.230                                         | 9.792                                          | 11.357                                         | 11.346                                         |

Com lugares desta freguesia foi criada pela Lei nº 25/86, de 20 de Agosto, a freguesia de Borralha
| Distribuição da População por Grupos Etários | Distribuição da População por Grupos Etários | Distribuição da População por Grupos Etários | Distribuição da População por Grupos Etários | Distribuição da População por Grupos Etários | Distribuição da População por Grupos Etários | Distribuição da População por Grupos Etários | Distribuição da População por Grupos Etários | Distribuição da População por Grupos Etários | Distribuição da População por Grupos Etários |
| -------------------------------------------- | -------------------------------------------- | -------------------------------------------- | -------------------------------------------- | -------------------------------------------- | -------------------------------------------- | -------------------------------------------- | -------------------------------------------- | -------------------------------------------- | -------------------------------------------- |
| Ano                                          | 0-14 Anos                                    | 15-24 Anos                                   | 25-64 Anos                                   | < 65 Anos                                    |                                              | 0-14 Anos                                    | 015-24 Anos                                  | 25-64 Anos                                   | < 65 Anos                                    |
| 2001                                         | 1 821                                        | 1 644                                        | 6 216                                        | 1 676                                        |                                              | 16,0%                                        | 14,5%                                        | 54,7%                                        | 14,8%                                        |
| 2011                                         | 1 631                                        | 1 224                                        | 6 362                                        | 2 129                                        |                                              | 14,4%                                        | 10,8%                                        | 56,1%                                        | 18,8%                                        |

Média do País no censo de 2001:   0/14 Anos-16,0%;  15/24 Anos-14,3%;  25/64 Anos-53,4%;  65 e mais Anos-16,4%
Média do País no censo de 2011:    0/14 Anos-14,9%;  15/24 Anos-10,9%;  25/64 Anos-55,2%;  65 e mais Anos-19,0%
(Fonte: INE)

## Lugares
- Águeda (cidade)
- Alagoa
- Alhandra
- Ameal
- Assequins
- Bolfiar
- Candam
- Catraia de Assequins
- Cavadas
- Giesteira
- Gravanço
- Lapas de S. Pedro
- Maçoida
- Ninho de Águia
- Paredes
- Raivo
- Randam
- Regote
- Rio Covo
- Sardão
- S. Pedro
- Urgueira
- Vale de Erva
- Vale Domingos
- Vale Durão
- Vale dos Sobreirinhos
- Vale Verde
- Veiga

Desde 2013 absorveu todos os lugares da antiga freguesia de Borralha

## Património
- Parque de Alta Vila
- Pelourinho de Assequins (fragmentos)
- Casa da Carapeteira
- Igreja Paroquial de Santa Eulália (Igreja Matriz de Águeda)
- Capela de São Pedro
- Capela de São Sebastião
- Estação CP de Águeda
- Casa Museu do Cancioneiro de Águeda (Casa da Venda Nova)
- Casa do Adro/Casa do Senhor Conselheiro
- Câmara Municipal de Águeda
- Fundação Dionísio Pinheiro e Alice Cardoso Pinheiro
- Capela de São Geraldo
- Solar de Randam com capela
- Nora Grande

## Personalidades ilustres
- Conde de Águeda